# Metropolitana di Rio de Janeiro
La metropolitana di Rio de Janeiro è la rete di linee metropolitane a servizio della città di Rio de Janeiro. È composta da tre linee: la Linea 1 (Linha Laranja), identificata col color arancione, che venne inaugurata nel 1979, la Linea 2 (Linha Verde), identificata col color verde, inaugurata nel 1981, e la Linea 4 (Linha Amarela), inaugurata nel 2016, mentre un'altra, la Linea 3 (Linha Azul), è in fase di progettazione.
Ha un'estensione di 47 km e dispone di 42 stazioni; ed è gestita dalla Rio Trilhos.
È la seconda metropolitana più utilizzata in Brasile; si stima trasporti 645.000 passeggeri al giorno, ma l'obiettivo dell'amministrazione pubblica è quello di portare il numero degli utenti a oltre un milione. Inoltre è la terza metropolitana più estesa del paese dopo quella di San Paolo e quella di Brasilia.
Nel 2011 le tariffe della metropolitana di Rio de Janeiro sono state identificate come le più alte del paese.

## La rete
Attualmente la rete è composta da tre linee:
| Linea   | Percorso                         | Inaugurazione | Ultima estensione | Lunghezza | Stazioni | Tempo di percorrenza |
| ------- | -------------------------------- | ------------- | ----------------- | --------- | -------- | -------------------- |
|         | General Osório ↔ Uruguai         | 1979          | 2014              | 16 km     | 20       | 33 min               |
|         | Pavuna ↔ Botafogo                | 1981          | 2010              | 25 km     | 27       | 53 min               |
|         | General Osório ↔ Jardim Oceânico | 2016          | -                 | 16 km     | 6        | -                    |
| Totale: | Totale:                          | Totale:       | Totale:           | 47 km     | 42       |                      |

## Storia

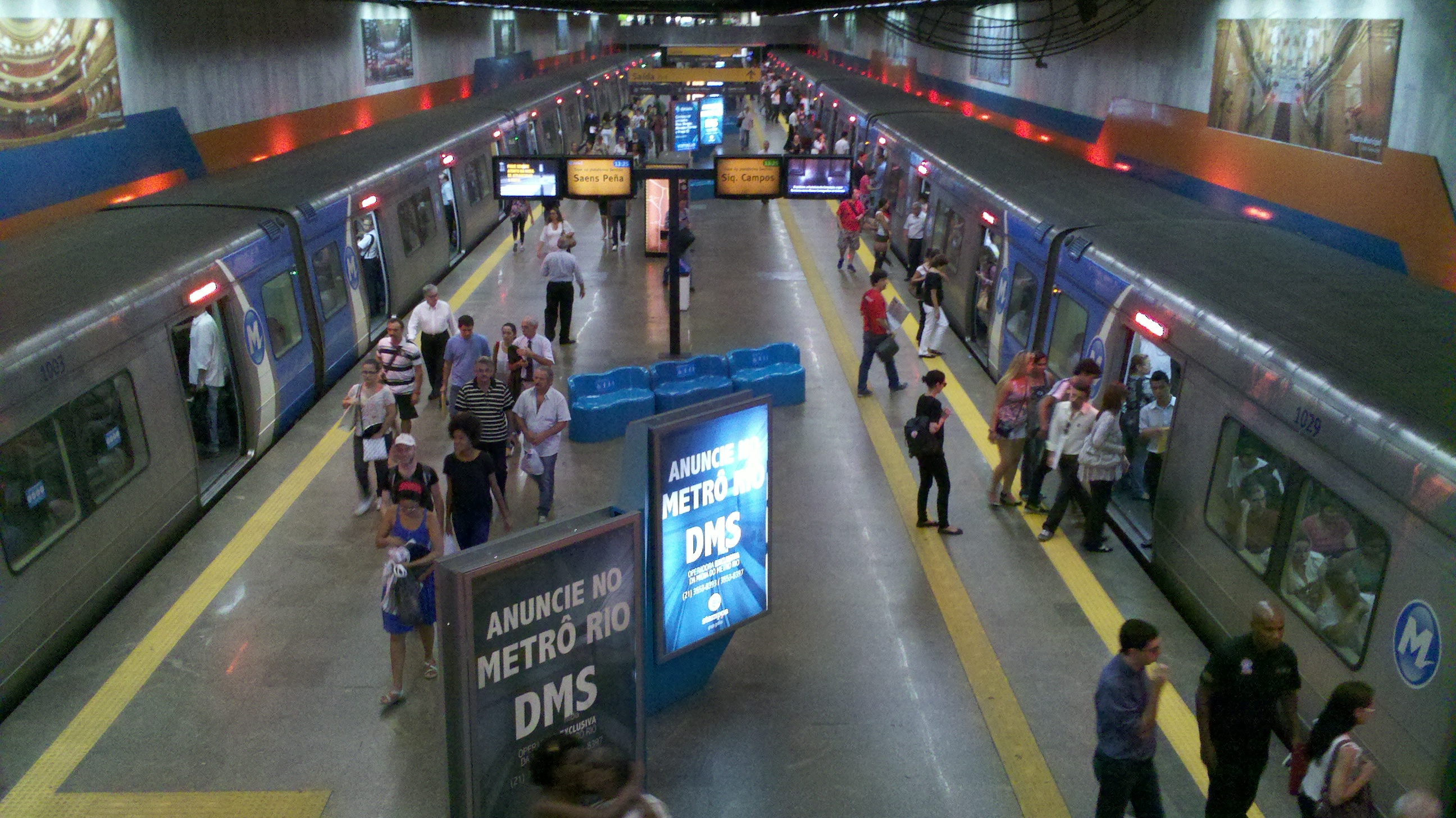
La stazione di Cinelândia

La prima linea della metropolitana di Rio de Janeiro venne aperta al pubblico il 15 marzo 1979 ed era composta da 5 stazioni per un'estensione di 4,3 km. Originariamente l'orario di apertura della metropolitana andava dalle 9:00 fino alle 15:00; ma nonostante ciò nei primi 10 giorni di servizio, oltre 500.000 persone utilizzarono la nuova linea. Nei primi mesi di servizio la linea operava con quattro treni composti da quattro casse e con intervalli tra un treno e l'altro di 8 minuti.

Nel 1980 venne inaugurata la prima estensione della linea verso nord, con l'apertura della fermata di Estácio. Inoltre venne aperta anche la stazione di Uruguaiana, in modo da alleggerire il traffico di passeggeri presso le stazioni centrali. Con l'apertura di queste due stazioni, l'orario di servizio della linea venne esteso fino alle ore 23:00, inoltre iniziò anche il servizio durante il sabato. 

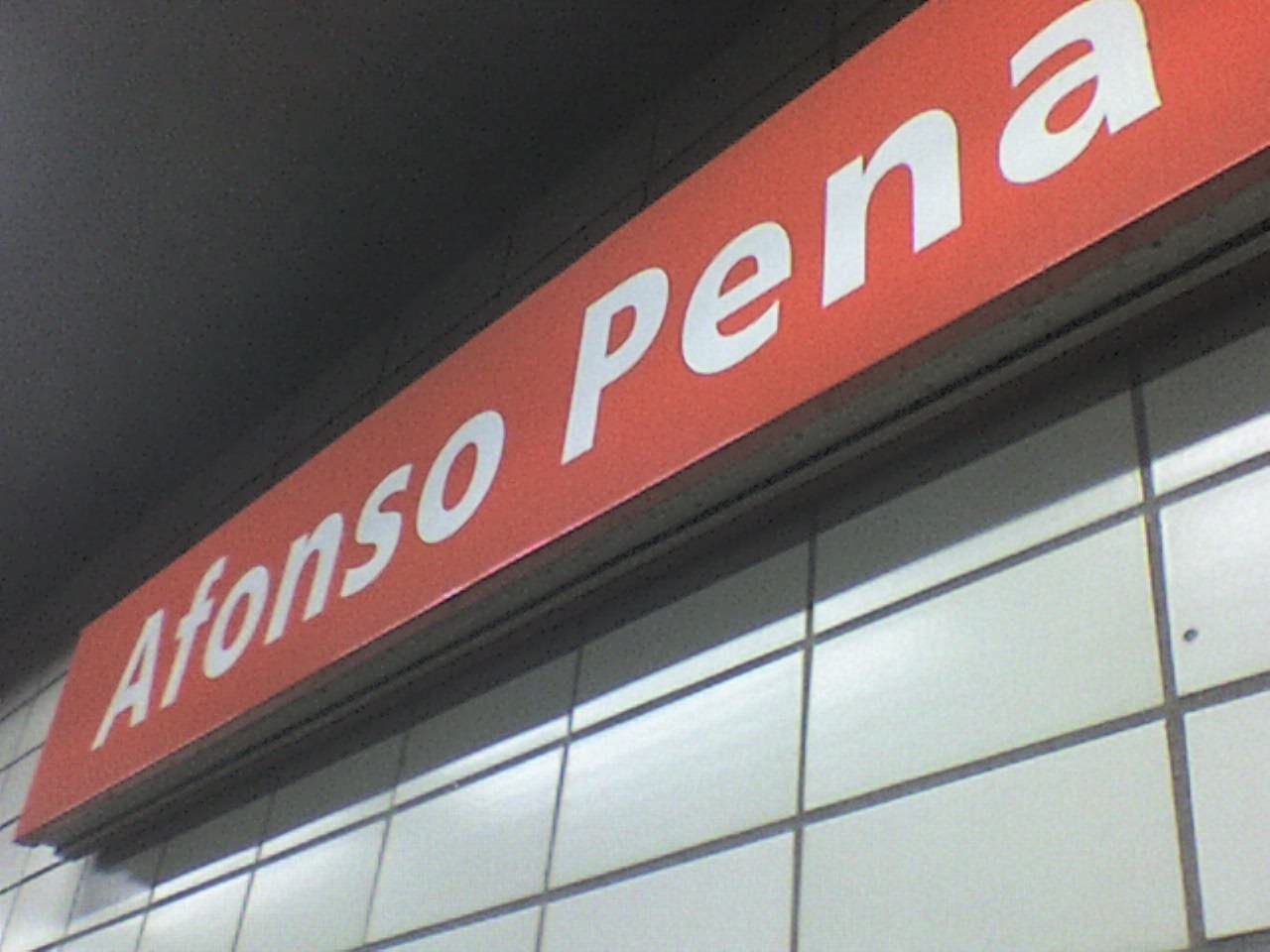
La stazione di Afonso Pena

 Inoltre a causa del forte sovraffollamento, l'amministrazione pubblica dovette spingere sulla costruzione di ulteriori stazioni e nuove linee.
Il 1981 vide l'apertura del prolungamento della Linea 1 verso sud, con l'apertura di tre nuove stazioni, facendo attestare la linea presso la stazione Botafogo. Pochi mesi dopo venne aperta la prima tratta della seconda linea di Rio de Janeiro. Dal 1982 al 1983 entrambe le linee vennero prolungate.
Un altro prolungamento della Linea 2 venne aperto al pubblico nel 1991, quando la linea raggiunse la stazione di Engenho da Rainha. Un ulteriore prolungamento della linea venne inaugurato nel 1996.
Nel 1997 il Consórcio Opportrans vinse la gara per operare il funzionamento delle linee metropolitane tramite la società MetrôRio. L'anno successivo la Linea 1 venne nuovamente prolungata verso sud, presso il famoso quartiere di Copacabana. Ulteriori prolungamenti della Linea 2 vennero aperti nell'agosto dello stesso anno, facendo attestare la linea presso la stazione di Pavuna.

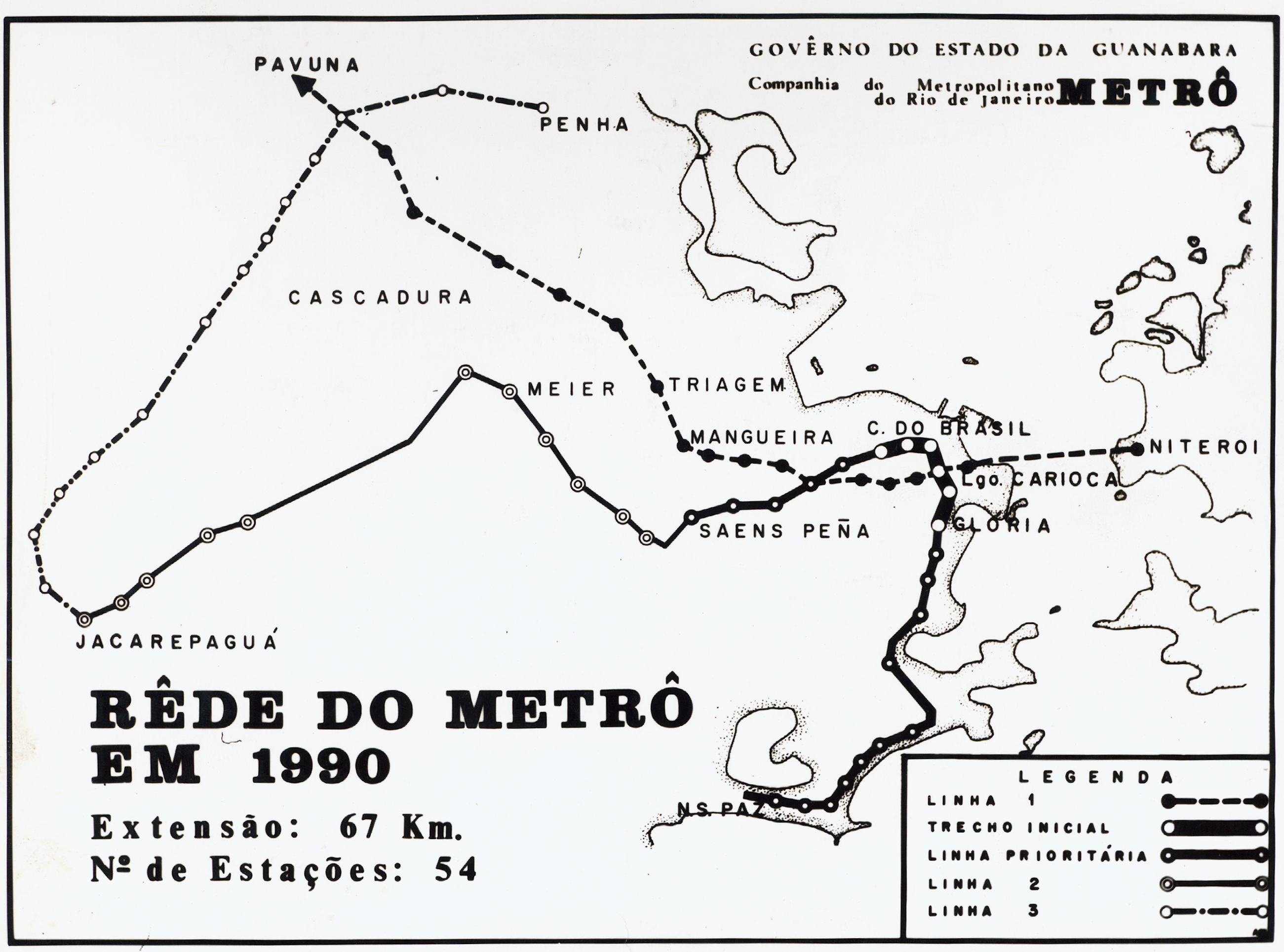
Mappa con previsione della rete metropolitana di Rio de Janeiro nel 1990

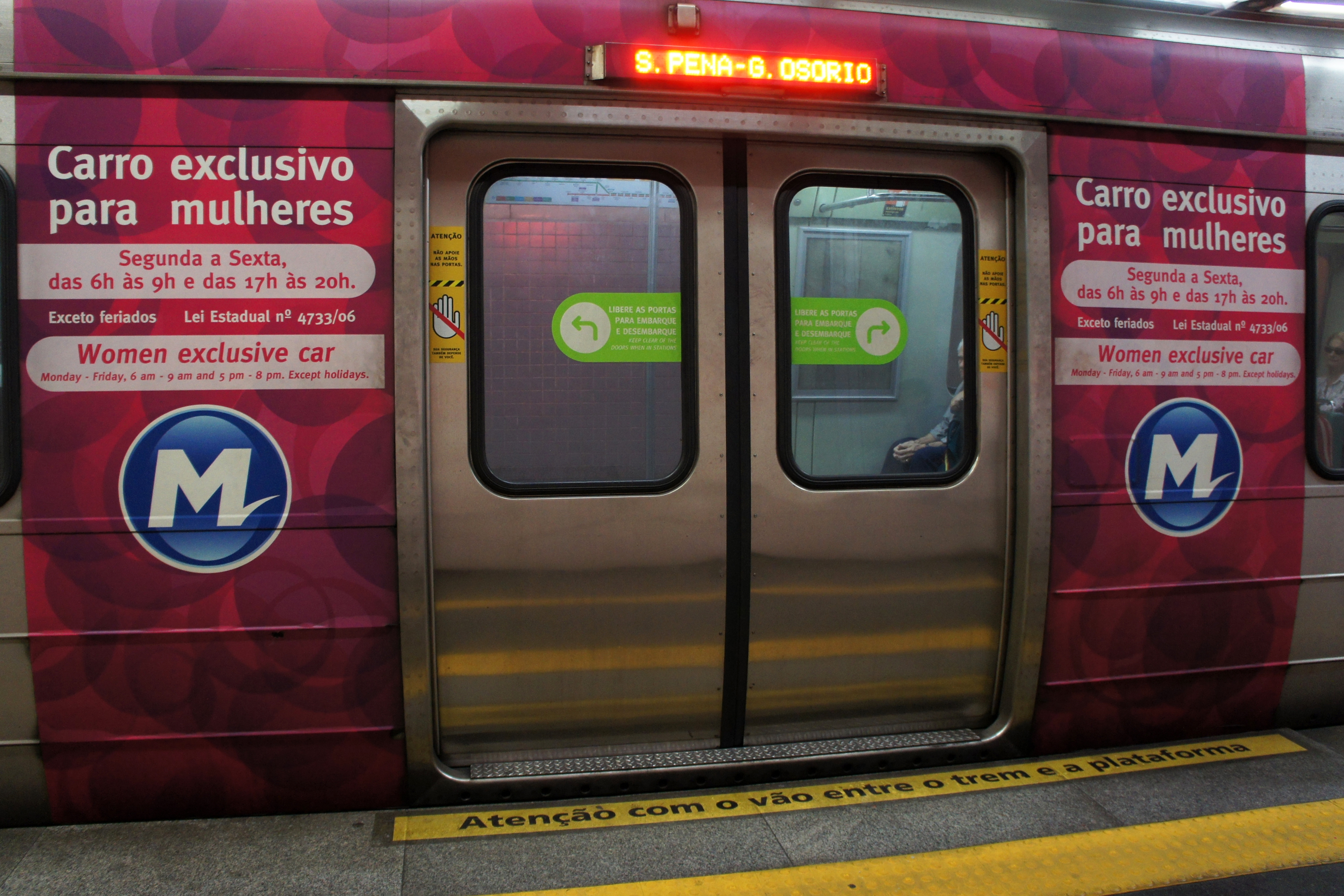
Uno dei vagoni ad uso esclusivo delle donne

A partire dai primi anni del 2000 si è vista l'integrazione della metropolitana con altri sistemi di trasporto cittadino: gli utenti, attraverso dei biglietti integrati, possono utilizzare anche gli autobus e i treni locali. Nel marzo 2003 venne aperta la stazione Siqueira Campos, seconda stazione ad essere aperta nel quartiere di Copacabana. A partire dal 2004, ovvero dopo 25 anni dall'apertura del primo tratto della metropolitana, questa inizia ad operare anche durante le domeniche. Inoltre vennero potenziate le linee espresse degli autobus attraverso la creazione di 12 nuove linee che collegano i vari quartieri della città con le stazioni delle due linee metropolitane.
A seguito della legge 4.733/06 approvata dall'Assemblea Legislativa di Rio de Janeiro, a partire dal 24 aprile 2006, sulla metropolitana vengono creati degli appositi vagoni che diventano ad uso esclusivo degli utenti di sesso femminile. Tali vagoni vengono dipinti di rosa e sono ad uso esclusivo delle donne dal lunedì al venerdì, dalle 6:00 alle 9:00 e dalle 17:00 alle 20:00.

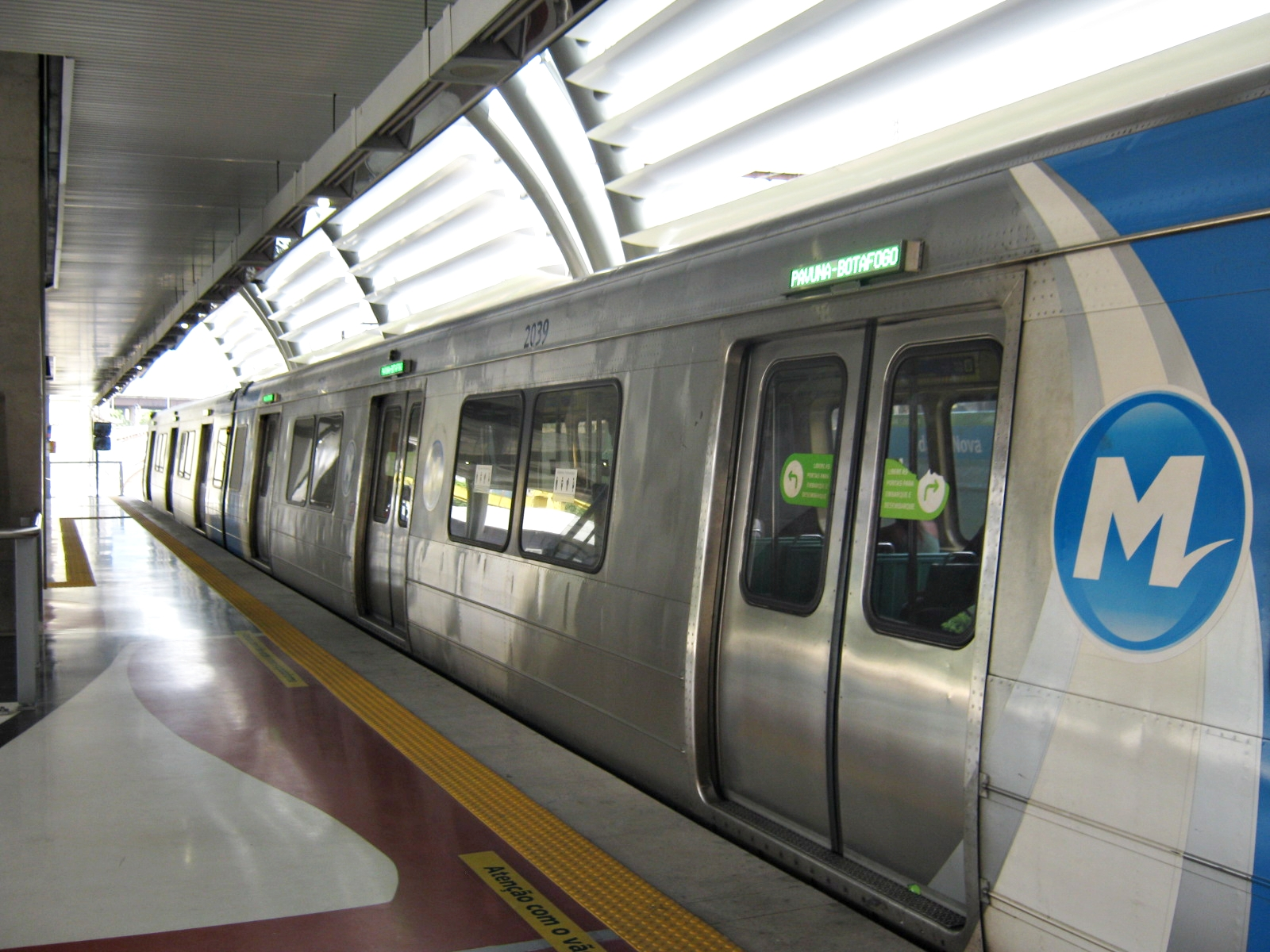
Un treno presso la stazione di Cidade Nova

Nel 2007 venne aperta la terza stazione metropolitana nel quartiere di Copacabana (Cantagalo), inoltre venne ulteriormente potenziato il sistema di trasporto di superficie. Nel mese di dicembre dello stesso anno, la concessione della metropolitana alla società MetrôRio venne rinnovata per altri 20 anni. In cambio la società avrebbe dovuto fare una serie di investimenti per un ammontare di circa 1,5 miliardi di dollari per migliorare il sistema. Nel 2009 la Linea 1 venne prolungata, facendo attestare il capolinea presso la stazione di Ipanema/General Osório.
Nel 2010 venne aperta una diramazione, chiamata Linha 1A, che portò alla parziale modifica del percorso della Linea 2 e all'apertura di una nuova stazione, Cidade Nova. Con la nascita di questa nuova sezione, i treni della Linea 2, durante la settimana, passano per la stazione inaugurata nel 2010 e proseguono verso il capolinea di Botafogo, in quanto la richiesta per questa tratta è maggiore. Il vecchio percorso fino alla stazione di Estácio viene usato solamente nei weekend. L'obiettivo di questo intervento era quello di ridurre il sovraffollamento presso la stazione Estácio, e di spalmare gli utenti sull'intera linea. Ciò ha comportato però una riduzione delle corse e di conseguenza un sovraffollamento dei treni, a causa dei pochi treni utilizzati sulla Linea 2. Altra critica fatta a questo progetto è stato l'accantonamento del progetto che prevedeva il prolungamento della Linea 2 da Estácio verso le zone del Sambódromo, Praça da Cruz Vermelha e Praça XV, zone centrali della città ad alta densità che non sono servite dalle linee metro. Tale prolungamento avrebbe dovuto interscambiarsi con la Linea 1 presso la stazione di Carioca.
Sempre nel 2010 iniziarono gli scavi per la costruzione della Linea 4 o Linha Amarela. I lavori dovrebbero essere completati entro la fine del 2015, in modo che la linea possa essere inaugurata nei primi mesi del 2016. La linea correrà da General Osório fino a Jardim Oceânico e prevede un interscambio con la Linea 1 presso la stazione di Ipanema.
Nel 2011 sono iniziati, invece, i lavori per una nuova stazione sulla Linea 1, Uruguai, che diventerà il nuovo capolinea. La stazione dovrebbe aprire entro marzo 2014.
Nello stesso anno, il governo brasiliano ha annunciato la costruzione della Linea 3 o Linha Azul che dovrebbe correre da Arariboia fino a Guaxindiba. Stando al cronogramma originale questa linea sarebbe dovuta essere completata entro il 2014, ma a causa di vari problemi legati ai progetti, la linea dovrebbe aprire in concomitanza con la Linea 4.

### Cronologia
| Data              | Tratta o stazione                       | Linea |
| ----------------- | --------------------------------------- | ----- |
| 15 marzo 1979     | Glória - Praça Onze                     | 1     |
| 20 settembre 1980 | Praça Onze - Estácio                    | 1     |
| 20 settembre 1980 | Uruguaiana                              | 1     |
| 10 gennaio 1981   | Carioca                                 | 1     |
| 17 settembre 1981 | Glória - Botafogo                       | 1     |
| 19 novembre 1981  | Botafogo - Maracanã                     | 2     |
| 3 maggio 1982     | Estácio - Sáenz Peña                    | 1     |
| 3 maggio 1982     | Triagem                                 | 2     |
| 2 marzo 1983      | Triagem - Inhaúma                       | 2     |
| 10 marzo 1991     | Inhaúma - Engenho da Rainha             | 2     |
| 2 settembre 1996  | Engenho da Rainha - Vicente de Carvalho | 2     |
| 2 luglio 1998     | Botafogo - Cardeal Arcoverde            | 1     |
| 24 agosto 1998    | Engenheiro Rubens Paiva                 | 2     |
| 31 agosto 1998    | Vicente de Carvalho - Pavuna            | 2     |
| 21 dicembre 2002  | Cardeal Arcoverde - Siqueira Campos     | 1     |
| febbraio 2007     | Siqueira Campos - Cantagalo             | 1     |
| 22 dicembre 2009  | Cantagalo - Ipanema/General Osório      | 1     |
| 1º novembre 2010  | Cidade Nova                             | 2     |
| 30 giugno 2016    | General Osório - Jardim Oceânico        | 4     |

## Le linee

### Linea 1
La Linea 1 o Linha Laranja, caratterizzata dal color arancione, attraversa il centro della città fino alla zona sud di questa; passando attraverso alcune delle zone più famose della città come Copacabana e Ipanema. I suoi capolinea sono: Sáenz Peña e Ipanema/General Osório. Il tratto compreso tra la stazione Central e la stazione Botafogo è comune alle due linee esistenti.

### Linea 2
La Linea 2 o Linha Verde, caratterizzata dal colore verde, taglia la città da nord a sud, attraversando il centro della città. I suoi capolinea sono: Pavuna e Botafogo. Il tratto compreso tra la stazione Central e la stazione Botafogo è comune alle due linee esistenti.

#### Linea 4
La Linea 4 o Linha Amarela, è la quarta linea della città di Rio de Janeiro. L’intera tratta è stata aperta nel 2016 per le olimpiadi. Ha una lunghezza di 16 km e 7 stazioni. Il colore che la contraddistingue è il colore giallo. I suoi capolinea sono: General Osório e Jardim Oceânico.

## Progetti

### Prolungamenti
| Linea | Percorso                  | Inaugurazione | Lunghezza | Stazioni | Stato            |
| ----- | ------------------------- | ------------- | --------- | -------- | ---------------- |
| 1     | Sáenz Peña - Uruguai      | 2014          | 1 km      | 1        | In costruzione   |
| 1     | Morro de São João/Rio Sul | -             | -         | 1        | In progettazione |

Attualmente sulla Linha Laranja è in costruzione una nuova stazione che porterà il capolinea da Sáenz Peña a Uruguai. Tale stazione dovrebbe aprire a metà marzo 2014. Inoltre è in fase di progettazione una nuova stazione (Morro de São João/Rio Sul); ma non vi è ancora una data di inizio dei lavori.

### Nuove linee
| Linea | Percorso               | Inaugurazione | Lunghezza | Stazioni | Stato            |
| ----- | ---------------------- | ------------- | --------- | -------- | ---------------- |
| 3     | Arariboia - Guaxindiba | 2016          | 22 km     | 14       | In progettazione |

#### Linea 3
La Linea 3 o Linha Azul, sarà la terza linea della città di Rio de Janeiro. Stando al cronogramma dovrebbe aprire nel 2016, in tempo per le olimpiadi. Avrà una lunghezza di 22 km e 16 stazioni. Il colore che la contraddistinguerà sarà il colore blu. I suoi capolinea saranno: General Arariboia e Guaxindiba. A differenza della Linha Amarela, tale linea è ancora in fase di progettazione.

## Servizio

### Titoli di viaggio
I titoli di viaggio disponibili per la metropolitana di Rio de Janeiro sono molteplici:
- Bilhete Unitário: biglietto che può essere utilizzato soltanto sulle linee della metropolitana (R$ 3,20);
- Metrô na Superfície: biglietto che permette l'uso della metropolitana e di due linee di autobus (R$ 3,20);
- Barra Expresso: oltre alla metropolitana gli utenti possono utilizzare due linee di autobus gestite dalla MetrôRio diretti verso il sobborgo di Barra da Tijuca (R$ 4,35);
- Jacarepaguá Expresso: simile al Barra Expresso, solo che gli autobus utilizzabili sono quelli diretti verso il sobborgo di Jacarepaguá (R$ 4,35);
- Integração SuperVia: permette inoltre l'utilizzo anche dei treni locali (R$ 4,95).

Il trasporto locale è invece gratuito per gli studenti delle scuole primarie e secondarie della città di Rio de Janeiro, per le persone che hanno oltre 65 anni e per le persone affette da disabilità

### Orari
Il servizio viene effettuato tutti i giorni dalle 05.00 fino alle 00.00. La frequenza nelle ore di punta è di un treno ogni 3 minuti, con punte di attesa che arrivano al massimo a 6 minuti nei momenti di minore affluenza.